# Monlezun-d’Armagnac
Monlezun-d’Armagnac – miejscowość i gmina we Francji, w regionie Oksytania, w departamencie Gers.
Według danych na rok 1990 gminę zamieszkiwało 235 osób, a gęstość zaludnienia wynosiła 36 osób/km² (wśród 3020 gmin regionu Midi-Pireneje Monlezun-d’Armagnac plasuje się na 828. miejscu pod względem liczby ludności, natomiast pod względem powierzchni na miejscu 1364.).